# Native American Student and Community Center
A Native American Student and Community Center a Portlandi Állami Egyetem őslakos hallgatóit támogató és hagyományaikat bemutató központ az Amerikai Egyesült Államok Oregon államának Portland városában.

## Fordítás
- Ez a szócikk részben vagy egészben  a   Native American Student and Community Center című angol Wikipédia-szócikk ezen változatának fordításán alapul.  Az eredeti cikk szerkesztőit annak laptörténete sorolja fel. Ez a jelzés csupán a megfogalmazás eredetét és a szerzői jogokat jelzi, nem szolgál a cikkben szereplő információk forrásmegjelöléseként.